# Wettringen (Bavière)
Pour les articles homonymes, voir Wettringen.
Wettringen est une commune de Bavière (Allemagne), située dans l'arrondissement d'Ansbach et le district de Moyenne-Franconie.

## Géographie

Situation de Wettringen dans l'arrondissement d'Ansabch

Wettringen est située à la limite avec le land de Bade-Wurtemberg (arrondissement de Schwäbisch Hall), dans le Parc naturel de Fränkenhohe, sur la Tauber, à 13 au nord-ouest de Feuchtwangen et à 30 km à l'ouest d'Ansbach.
La commune fait partie de la communauté administrative de Schillingsfürst. Wettringen a appartenu à l'arrondissement de Rothenburg ob der Tauber jusqu'à la disparition de celui-ci.

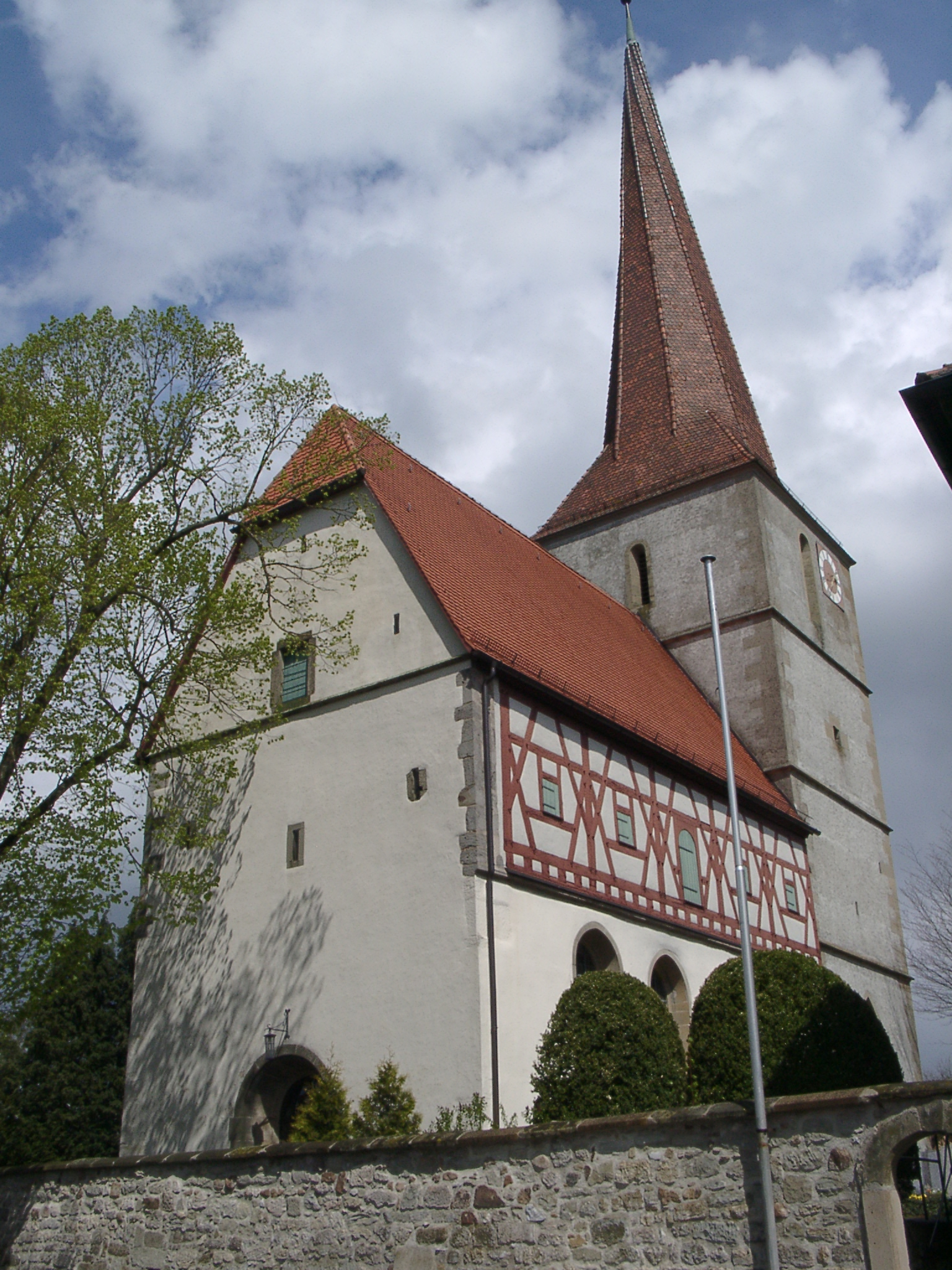
Église St Pierre et St Paul

## Démographie
| 1910 | 1933 | 1939 | 2003 |
| ---- | ---- | ---- | ---- |
| 708  | 692  | 633  | 970  |